# Kim Novak (groupe)
 (juin 2021).
Si vous disposez d'ouvrages ou d'articles de référence ou si vous connaissez des sites web de qualité traitant du thème abordé ici, merci de compléter l'article en donnant les références utiles à sa vérifiabilité et en les liant à la section « Notes et références ».
Pour les articles homonymes, voir Kim Novak et Novak.
Kim Novak est un groupe de rock français actif entre 2005 et 2014.
Souvent comparé aux groupes Interpol, The National ou The Strokes, Kim Novak a sorti deux albums entre 2007 et 2011.

## Luck & Accident
Après un premier LP auto-produit en 2006, Kim Novak sort le 23 avril 2007 l'album Luck and Accident (Talitres Records), produit par François Chevallier (Émilie Simon) et Markus Dravs (Arcade Fire, Brian Eno, Björk, Coldplay). À cette occasion, le groupe se produit en direct dans l'émission Des mots de Minuit sur France 2 , sur France Inter dans les émissions Sous les étoiles exactement et Pique et cœur, et sort le single "Swallow". 
Pendant la tournée qui suit, Kim Novak assure les premières parties de Poni Hoax, Nada Surf et The Wedding Present et joue entre autres aux Transmusicales de Rennes, aux Eurockéennes de Belfort ou encore aux Papillons de nuit. Le groupe tourne également en Belgique, Autriche et Italie.

## Glory
Après avoir foulé la scène de l'Olympia en ouverture du concert des Stranglers, Kim Novak se consacre à la composition de nouveaux titres et produit en février 2011 le EP Glory. Ils collaborent avec le réalisateur Thomas Aufort (Poni Hoax, Syd Matters) pour la réalisation du clip du single Love Affair.

## The Golden Mean
En octobre 2011 Kim Novak sort un nouvel album chez Kütu Folk Records : The Golden Mean.  Le disque bénéficie d'un excellent accueil critique et est sélectionné comme l'« Album pop/rock de l'année » par les lecteurs du magazine Slate.
Le titre New-York apparait dans la bande-son de la série Les experts .
Kim Novak repart en tournée fin 2011 avec une date évènement aux Transmusicales de Rennes (dont la genèse du concert est retracé dans le documentaire The Last Embrance, réalisé par Anthony Le Grand) puis en 2012 avec des concerts à la Route du Rock et au festival Beauregard.